# Kanton Rennes-Sud-Est
Kanton Rennes-Sud-Est (francouzsky Canton de Rennes-Sud-Est) je francouzský kanton v departementu Ille-et-Vilaine v regionu Bretaň. Tvoří ho tři obce.

## Obce kantonu
- Chantepie
- Rennes (jihovýchodní část)
- Vern-sur-Seiche